# Das große Personenlexikon des Films

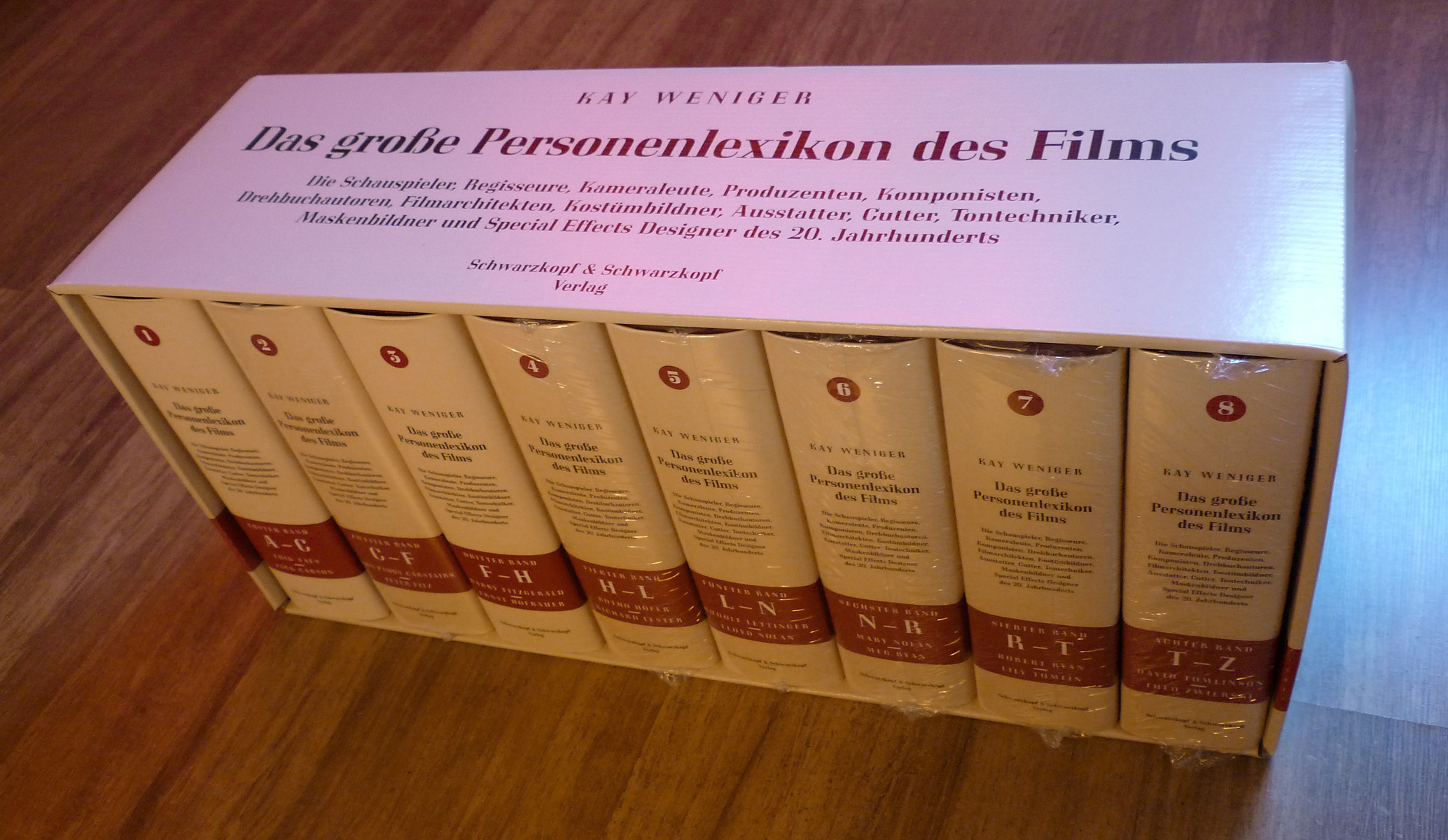
Image du lexique dans l'étui

Das große Personenlexikon des Films, de l'historien de l'art et spécialiste du cinéma Kay Weniger, est une encyclopédie en huit volumes en langue allemande publiée en novembre 2001 par le Berliner Schwarzkopf & Schwarzkopf Verlag avec des notices biographiques sur 6104 cinéastes du monde entier. Comme l'annonce le sous-titre, les acteurs, réalisateurs, caméramans, producteurs, compositeurs, scénaristes, architectes de cinéma, costumiers, pourvoyeurs, coupeurs, ingénieurs du son, maquilleurs et créateurs d'effets spéciaux du XXe siècle sont présentés sur environ 5550 pages.

## Sur la création du lexique
Le Personenlexikon est précédé d'une trentaine d'années de recherche de la part de Weniger. Depuis le début des années 70, il rassemble toutes les informations disponibles sur les films et les artistes qui ont participé à leur réalisation. Pour ce faire, Weniger utilise des archives sur les cinq continents : non seulement les archives classiques du cinéma (entre autres à Francfort-sur-le-Main, Berlin, Vienne, Londres, Paris, Stockholm, Rome, Prague et Varsovie), mais aussi les collections de documents et de matériel des archives communales et nationales allemandes, autrichiennes et suisses, les registres de population de nombreuses villes européennes - en particulier les archives municipales de Vienne - ainsi que les vastes documents de l'Académie des arts et des sciences du cinéma de Los Angeles. Les dossiers personnels de l'ancienne Chambre du cinéma du Reich, conservés aux Archives fédérales de Berlin, s'avérent particulièrement instructifs pour le traitement biographique des cinéastes allemands jusqu'en 1945. De plus, Kay Weniger contacte personnellement de nombreux cinéastes qui lui donnent des informations sur leur travail. Ses interlocuteurs sont Gyula Trebitsch (de), Heinz Schubert, Peter Biziou, Max Douy, Erwin Hillier, HR Giger, Maurice Fellous, Peter Lamont, Wolf Englert (de), Oskar Schnirch (de), Roger von Norman (de), Walter Wischniewsky, Syd Cain (de), Peter Rothe, Walter Partsch (de), Robert Blum, Paul Beeson, Willy Holt, Ira Oberberg, Jutta Hering, Anthony Pratt, Leo Metzenbauer, Walter Boos (de), Hans Berthel (de), Franz Antel, Hans-Jürgen Kiebach, Edmond Richard, Karl Schwetter (de), Tambi Larsen, Götz Weidner (de), Egon Werdin (de), Tony Woollard (de), Siegfried Hold, Werner Achmann, Theo Nischwitz, Herbert Strabel, Winfried Hennig (de), Elisabeth Müller, Peter Murton (de), Franz Seitz junior, Ina Stein, Hans Burmann (de), David M. Walsh et Ingrid Zoré. Une mine d'informations sur les cinéastes morts depuis longtemps lui est fournie par les proches des hommes et des femmes représentés dans les livres.
La version brute du dictionnaire est rédigée au début de l'année 1994. Au cours des sept années et demie qui suivent, l'auteur condense les matériaux collectés auparavant en biographies plus ou moins détaillées. L'accent est mis sur les cinéastes dont les œuvres sont présentées dans les pays germanophones. Comme l'écrit Weniger dans la préface (page 7), il est tenu compte aussi bien des représentants du « cinéma moderne au tournant du millénaire que la cinématographie de l'« âge de pierre » cinématographique autour de 1900 sont pris en compte. Et : Le présent ouvrage englobe « tous les artistes du cinéma ambitieux et historiquement importants, mais aussi les représentants du cinéma populaire, dont le seul but était et est de ne rien créer d'autre que du pur divertissement. Par exemple, des pionniers de la caméra de la fin des années 1890 (Georg Furkel (de), Guido Seeber, Billy Bitzer) sont présentés ainsi que de nouveaux acteurs du début des années 2000 (tels que Haley Joel Osment, Thora Birch et Kirsten Dunst). Aux portraits détaillés de cinéastes ambitieux comme François Truffaut, Luchino Visconti ou Rainer Werner Fassbinder, s'ajoutent des biographies comme celle du chanteur Rex Gildo, du présentateur télé Thomas Gottschalk ou encore celle du réalisateur américain de films de série B. Edward L. Cahn.

## Construction
Les sept premiers des huit volumes comptent chacun environ 700 pages, le dernier en compte 650. L'avant-propos de trois pages, dans lequel Weniger décrit les intentions et les particularités du dictionnaire du cinéma, est suivi de quatre autres pages sur la présentation ("À propos de la structure systématique") du dictionnaire. Weniger y souligne entre autres que les dates des films sont basées sur les années de production et non sur les années de première projection et explique le traitement des titres de distribution allemands. Les différentes biographies de la partie principale sont structurées comme suit : Le nom du cinéaste est suivi des dates de sa vie, puis du texte courant qui donne des informations sur sa vie personnelle et artistique. Des informations pertinentes dépassant le cadre du cinéma - par exemple les liens de parenté avec d'autres cinéastes et d'éventuelles deuxièmes carrières (par exemple en politique ou dans l'écriture) - sont également fournies. La filmographie constitue le dernier bloc. Le titre de distribution en allemand, s'il existe, est suivi entre parenthèses du titre original ainsi que de l'année de production et, le cas échéant, du pays de production si celui-ci n'est pas identique à la nationalité de la personne dont on fait le portrait. Les fonctions supplémentaires éventuelles - par exemple si un réalisateur a également participé à son film en tant que scénariste ou producteur - sont également indiquées en abrégé (tout comme le pays de production). Un index général de près de 80 pages est annexé au dernier volume. Enfin, les sources primaires et la littérature utilisée sont énumérées. Le dictionnaire de personnes se termine par cinq pages et demie de remerciements, qui énumèrent également une multitude de noms de personnes et d'institutions qui ont fourni à Weniger des informations sur les cinéastes dont il fait le portrait.

## Réception
Le Personenlexikon est commenté dans de nombreux journaux régionaux et nationaux et présenté dans diverses interviews à la radio et deux émissions de télévision (Jo Müllers Filmtipps, SWR 2001, et le talk-show Riverboat (de), MDR 2002). La précision et l'ampleur de l'ouvrage en huit volumes sont particulièrement appréciées. Le critique de cinéma Peter W. Jansen (de) le qualifie de "grandiose" et de "stupéfiant" dans une note critique publiée dans la Neue Zürcher Zeitung du 11 octobre 2002.

## Informations bibliographiques
- Kay Weniger: Das große Personenlexikon des Films. Die Schauspieler, Regisseure, Kameraleute, Produzenten, Komponisten, Drehbuchautoren, Filmarchitekten, Ausstatter, Kostümbildner, Cutter, Tontechniker, Maskenbildner und Special Effects Designer des 20. Jahrhunderts. 8 Bände. Schwarzkopf & Schwarzkopf, Berlin 2001,  (ISBN 3-89602-340-3).